# بلدية عنيزة
بلدية عنيزة، تأسست عام 1381هـ، وتتلخص أعمال البلدية كافة في القيام بأعمال النظافة للمحافظة والقرى والمراكز التابعة لها، إلى جانب الرقابة الصحية والفنية على كافة المطاعم والمحلات التجارية والمباني تحت الإنشاء ومشروعات الطرق التابعة للبلدية ومتابعة المقاولين الميدانين، بالإضافة إلى فتح واستحداث الطرق والشوارع وسفلتتها وإنارتها وتشجيرها وتجميلها وإنشاء الحدائق وتنسيقها لمرتاديها.
فيما يكمن العمل الإداري للبلدية في تخطيط الأحياء السكنية والتجارية والإشراف عليها، واستخراج الرخص الفنية والصحية، ودراسة واقتراح المشاريع التي تحتاجها البلدية ومتابعة تنفيذ مايعتمد منها.

## رؤساء البلدية
- عبد الله بن صالح المحيميد من عام 1381هـ حتى عام 1388هـ.
- إبراهيم بن عبد العزيز البسام من عام 1388هـ حتى عام 1389هـ.
- عبد العزيز بن عبد الرحمن الدحمان من عام 1389هـ حتى عام 1390هـ.
- عبد الله بن محمد الحميدي من عام 1390حتى عام 1396هـ
- عبد الله بن عبد الرحمن الجمعان من عام 1396هـ حتى عام 1396هـ.
- عبد الله بن صالح الحماد من عام 1396هـ حتى عام 1403هـ.
- عبد الله بن عبد العزيز البسام من عام 1403هـ حتى عام 1409هـ.
- صالح بن عبد الله النعيم من عام 1409هـ حتى عام 1413هـ.
- صالح بن عبد الله النداوي من عام 1413هـ حتى عام 1413هـ.
- فهد بن محمد الجبير من عام 1413هـ حتى عام 1420هـ.
- عبد الله بن سليمان العطية من عام 1420هـ حتى عام 1421هـ.
- المهندس أحمد بن عبد الله المزروع من عام 1421هـ حتى عام 1426هـ.
- المهندس إبراهيم بن محمد الخليل من عام 1426هـ حتى عام 1432 هـ
- المهندس عبد العزيز بن عبد الله البسام من عام 1432 حتى عام 1440هـ
- المهندس خلف حمدان العتيبي من عام 1440هـ حتى عام 1442هـ [1]
- المهندس فارس بن محمد القحطاني من عام 1442هـ (حتى الآن)

## القرى التابعة للبلدية
- الحفيرة.
- البويطن.
- العونيه.
- وادي الجناح.
- الروغاني.
- الوهلان.
- وادي أبوعلي.
- الضلعه.
- منزلة أبوعلي.
- العدائن.
- الفرده.
- العنبريه.
- الرفيعه.
- الغابشيه.
- العوشزيه.
- المباركيه.
- البربك.
- النعام.

## وصلات خارجية
بلدية محافظة عنيزة